# Matías Sánchez
Matías Sánchez est un footballeur argentin né le 18 août 1987 à Temperley dans la Province de Buenos Aires. Il évolue au poste de milieu de terrain.

## Biographie
Sanchez participe à la préparation de la saison 2013 du Crew de Columbus avant de s'engager officiellement avec le club le 8 février 2013.

## Palmarès
- Vainqueur de la Copa Libertadores en 2009 avec l'Estudiantes de La Plata.
- Champion d'Argentine en 2011 (Apertura) avec l'Estudiantes de La Plata.
- Champion d'Australie en 2018.